# Estação de Saint-Michel - Notre-Dame
A estação de Saint-Michel - Notre Dame é uma estação ferroviária francesa localizada no 4.º, no 5.º e no 6.º arrondissements de Paris.
Ela foi inaugurada em 1900 com o nome de Pont Saint-Michel pela Compagnie du chemin de fer de Paris à Orléans (PO), que será servida pelo RER C a partir de 1979. Ela levou seu nome atual em 1988 na abertura das plataformas do RER B. É hoje uma estação da Société nationale des chemins de fer français (SNCF) para a parte servida pelo RER C, e da Régie Autonome des Transports Parisiens (RATP) para a parte servida pelo RER B.

## Localização ferroviária
A estação de Saint-Michel - Notre Dame está situada no ponto quilométrico (PK) 2,633 da linha de Quai-d'Orsay a Paris-Austerlitz da Rede ferroviária nacional (percorrido pelo RER C), entre as estações do Musée d'Orsay e de Paris-Austerlitz. Ela também está situada no PK 3,45 da linha B do RER, entre Châtelet - Les Halles e Luxembourg.

## História

### Estação da linha C

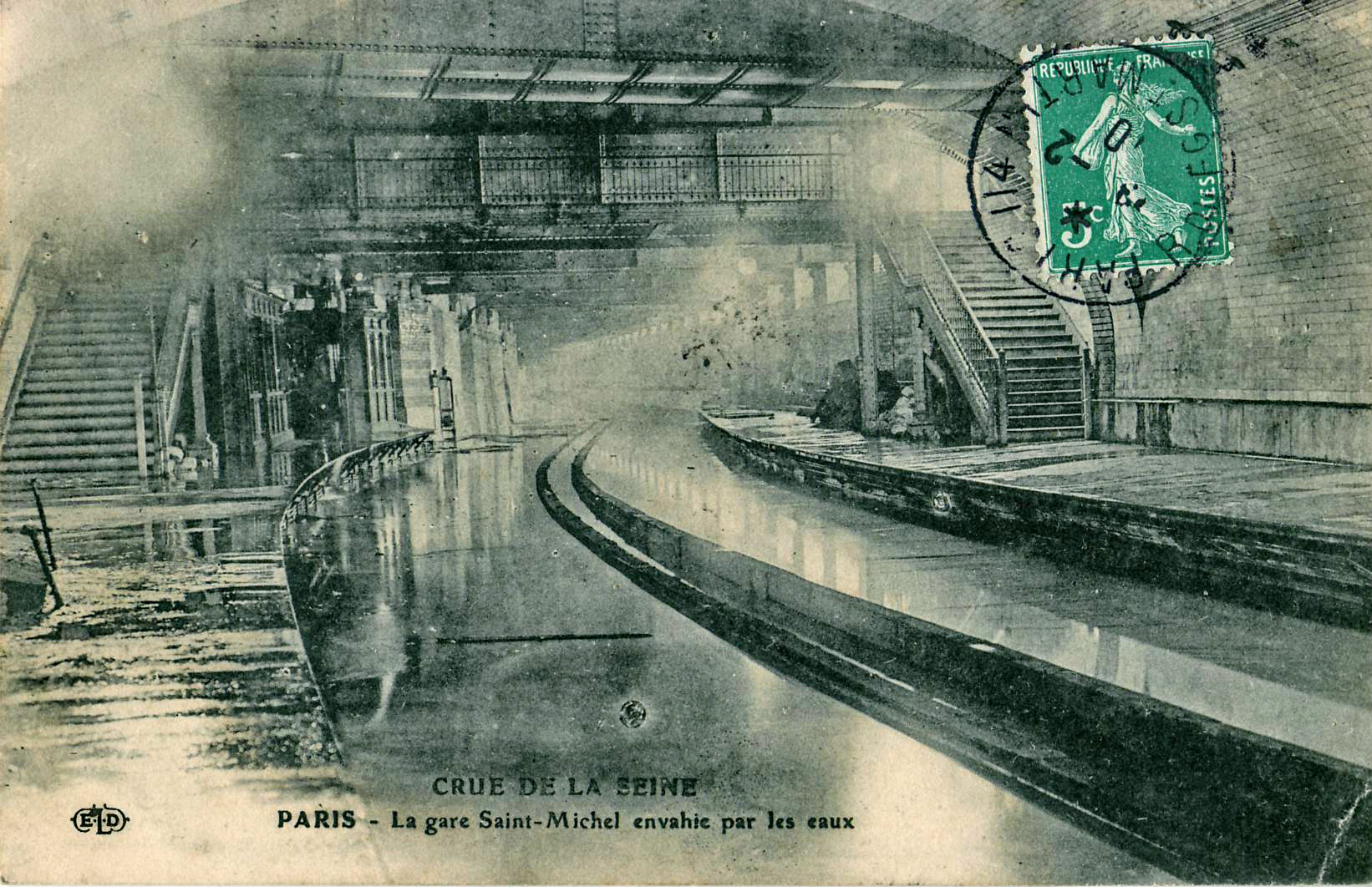
A antiga estação sob os cais durante a inundação do Sena de 1910.

A estação RER C é a herdeira da rede ferroviária Paris-Orléans. De fato, ela tinha a Gare d'Austerlitz, onde sua rede estava em um impasse em um bairro um pouco longe do coração de Paris e cujo serviço de ligação era medíocre. A Exposição Universal de 1900 deu a ocasião à Paris-Orléans de estender sua linha até a nova Gare d'Orsay, por uma linha ao longo do Sena.
Uma estação intermediária foi construída sob os cais quase ao nível do rio, e permitiu a correspondência com a linha 4 do Metrô. Ela tomou o nome de Pont Saint-Michel.  Esta estação teve uma má reputação por causa de sua estreiteza (plataformas de menos de 2 metros), sua escuridão ambiente e sua localização: ela estava montada em várias curvas e contracurvas, impedindo o condutor ou o motorista de observar toda a plataforma durante o fechamento das portas.
Quando o RER C foi criado em 1979, a estação foi ligeiramente ampliada e equipada com câmeras para ajudar durante o fechamento das portas. Na abertura das plataformas do RER B em 1988, a estação recebeu seu nome atual. Ela pertence à SNCF.
Em 2015, de acordo com estimativas da SNCF (RER C), a participação anual é de 32 119 200 passageiros.
Desde fevereiro de 2018, após a inundação do rio Sena, a estação do RER C foi fechada pelo menos até o final de abril, para trabalhos no teto, a água tendo se infiltrado no cofre da estação e esta contendo amianto.

### Estação da linha B
Uma estação de trem em Saint-Michel no sentido norte-sul foi um antigo sonho dos engenheiros da linha de Sceaux, uma pequena ferrovia que ligava a margem esquerda de Paris a Sceaux. Os terminais parisienses sucessivos foram Denfert-Rochereau, e depois Luxembourg. Mas os meios do início do século XX não permitiam que as locomotivas a vapor atravessassem um túnel tão íngreme e voltassem a manter a fumaça por muito tempo.
Em 1977, como parte da construção da Rede expressa regional, a linha foi finalmente estendida ao Châtelet. No entanto, mesmo que as plataformas de Saint-Michel fossem construídas ao mesmo tempo que a linha, não será o mesmo para o acesso a eles: o porão é particularmente instável neste local. As obras de acesso começaram em 1983 e não foram concluídas até 1988, data na qual a estação foi conectada às plataformas do RER C e onde o conjunto leva o nome de Saint-Michel - Notre-Dame. A estação da linha B pertence à RATP.
Graças à abertura do RER B e à necessidade de várias saídas para evacuar os passageiros, a estação Cluny - La Sorbonne da linha 10 foi reaberta em 1988.
Em 25 de julho de 1995, a estação foi palco de um atentado a bomba preparado por Khaled Kelkal em um trem RER B que matou 8 pessoas e feriu 117 pessoas. Uma placa comemorativa lembra o drama na frente de onde a bomba explodiu.
Em 2015, de acordo com as estimativas da RATP (RER B), a participação anual é de 7 806 419 passageiros.

## Serviço aos passageiros

### Acessos
Atualmente, esta estação tem muitos acessos na superfície para ficar face:
- ao grande número de passageiros, incluindo turistas.
- à importância turística, universitária, legal e econômica dos bairros vizinhos.

As entradas próprias do RER B se propagam depois do adro da Catedral de Notre-Dame de Paris (4.º) para o boulevard Saint-Germain (Cluny - La Sorbonne) (5.º). As do RER C se encontram ao longo do quai Saint-Michel (5.º) e na extremidade leste do quai des Grands Augustins (6.º).

### Serviço
A estação é servida por todos os trens dos RER B e C.

### Intermodalidade
A estação permite a conexão com a linha 4 do Metrô, na estação Saint-Michel e com a linha 10 do Metrô na estação Cluny-La Sorbonne.
Na superfície, em vias públicas nas proximidades, a estação é servida pelas linhas 21, 24, 27, 38, 47, 63, 85, 86, 87 e 96 da rede de ônibus da RATP, pelo OpenTour e, à noite, pelas linhas N12, N13, N14, N15, N21, N22 e N122 da rede de ônibus Noctilien.

## Pontos turísticos
- Place Saint-Michel, sua fonte e seus arredores (em particular, os buquinistas)
- Catedral de Notre-Dame
- Quartier Latin com o antigo mosteiro da Ordem de Cluny onde está instalado o Museu de Cluny que é o Museu Nacional da Idade Média
- Île de la Cité com o Palácio da Justiça, o Tribunal de Comércio, a Conciergerie e a Sainte-Chapelle, a Prefeitura de Polícia, o mercado de flores e o Hôtel-Dieu

Galeria de fotografias
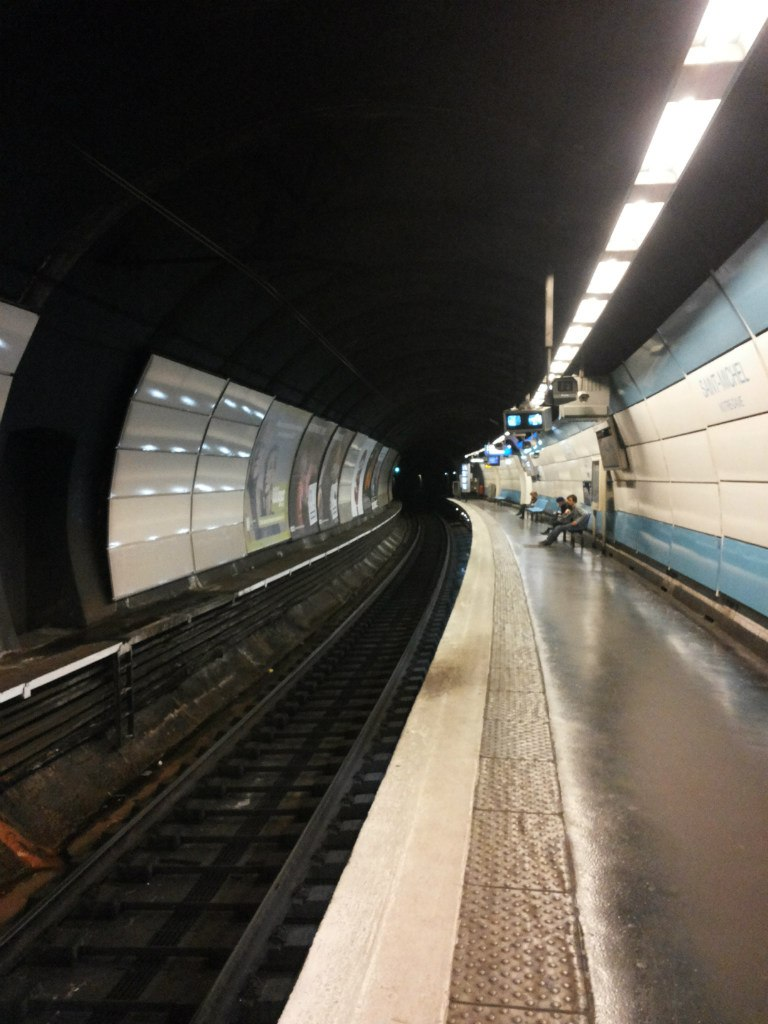
Via do RER B em direção ao norte.
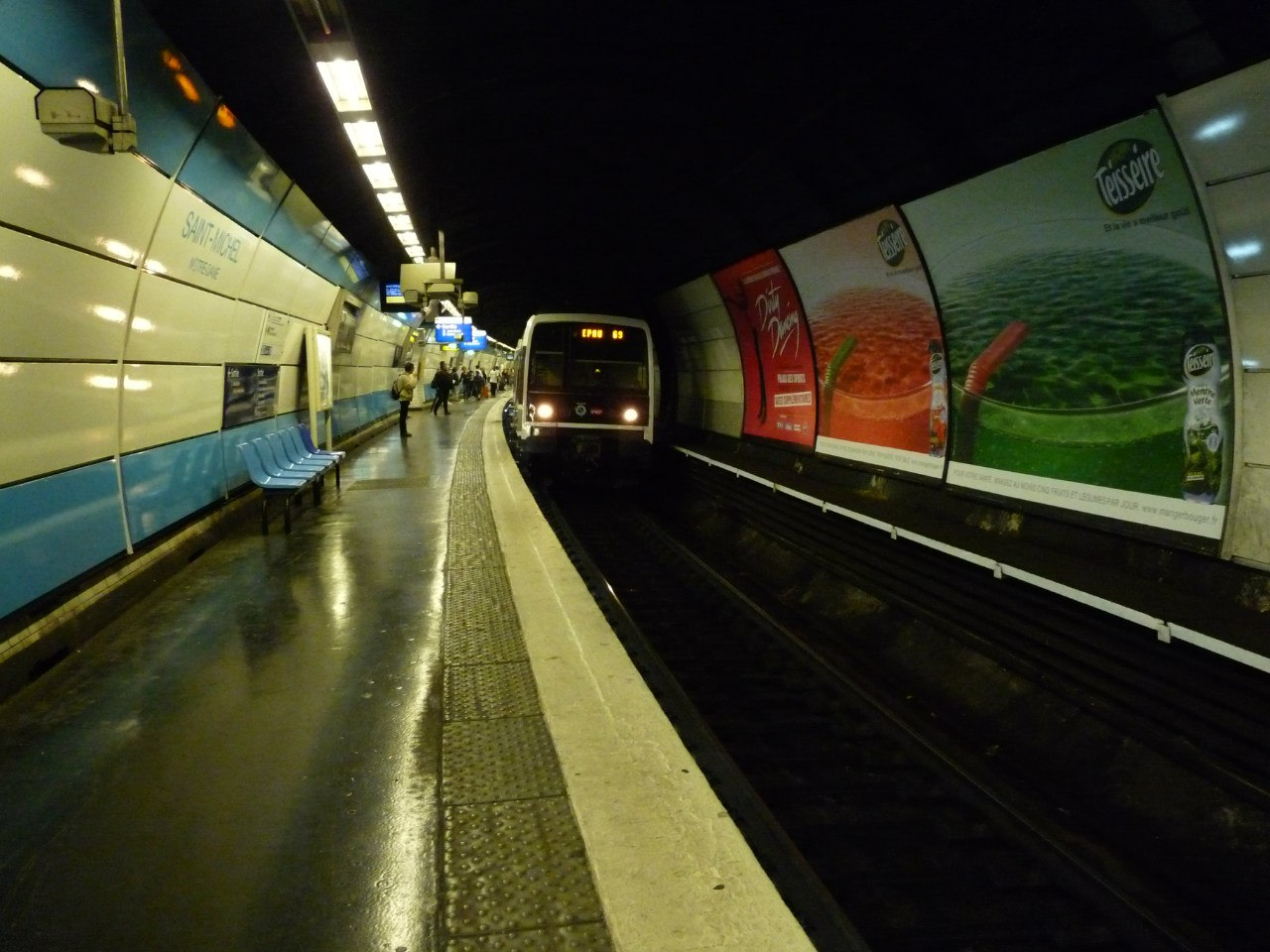
Trem do RER B.
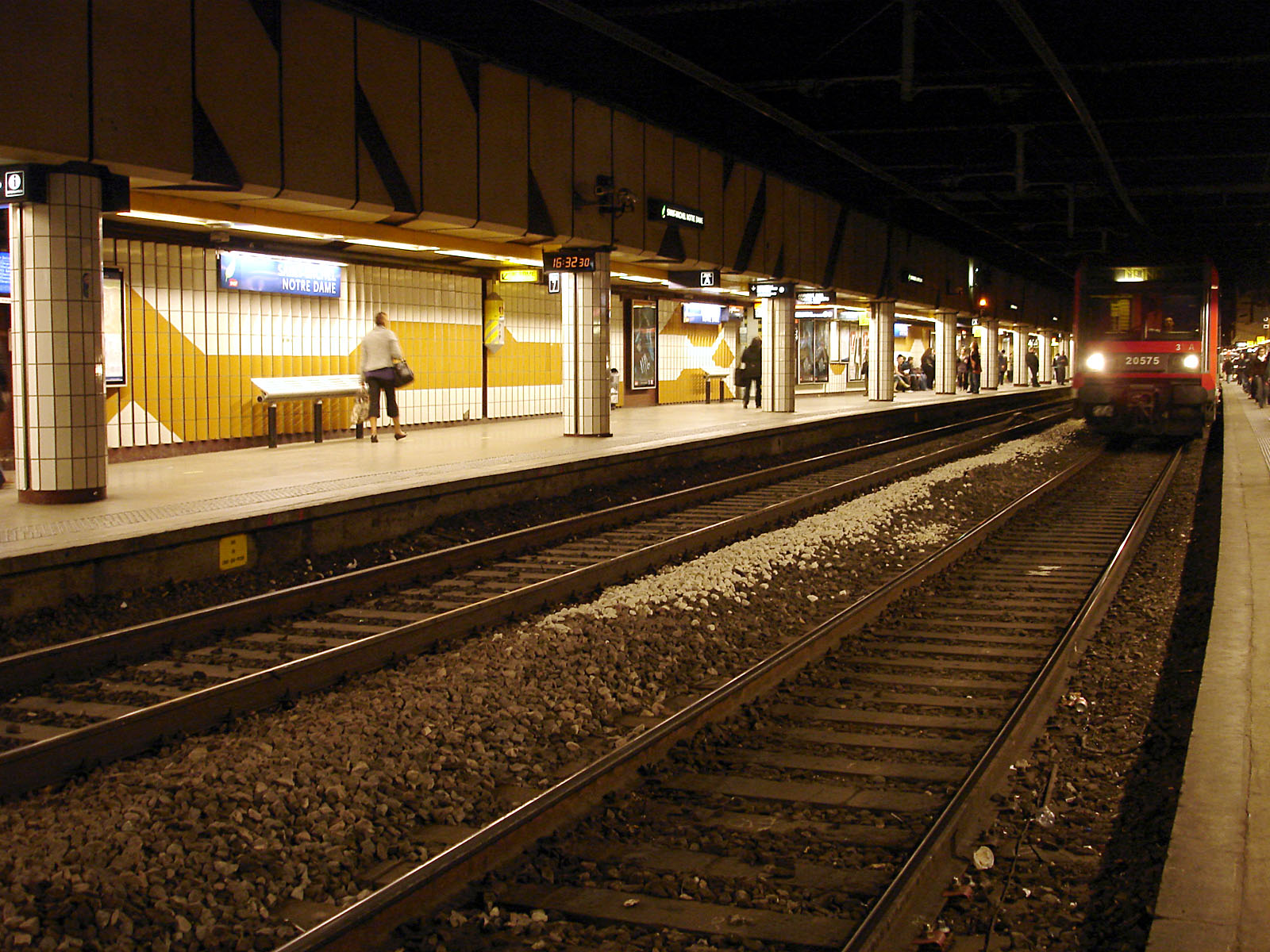
A estação do RER C
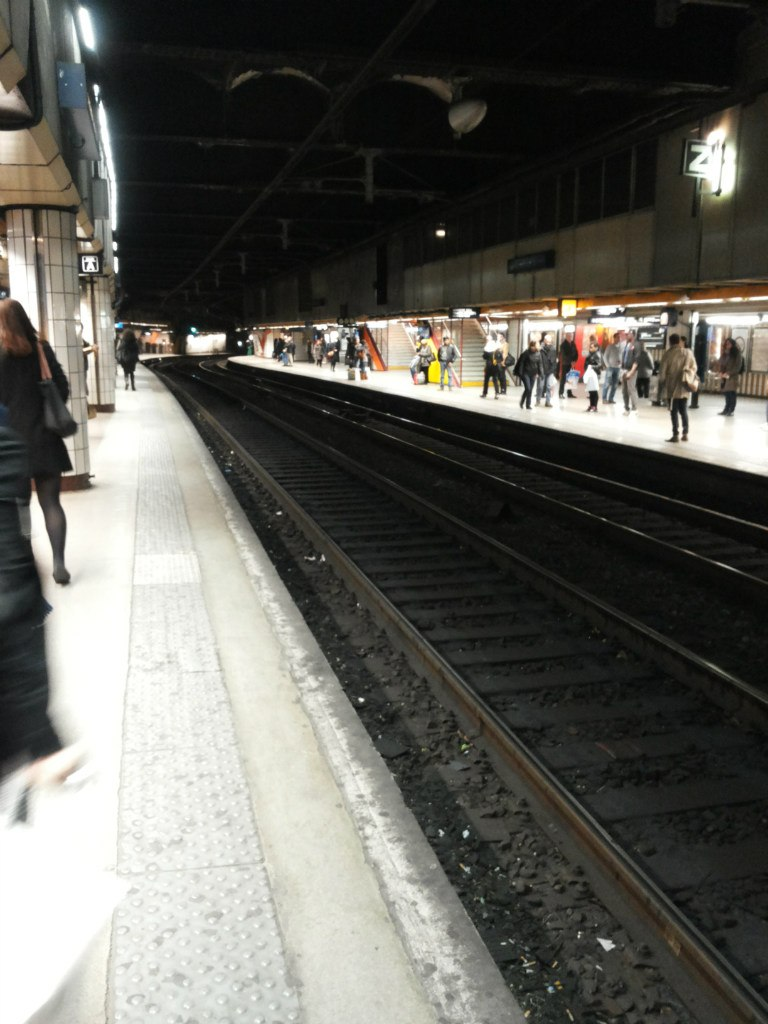
Vias do RER C, com vista para Musée d'Orsay.
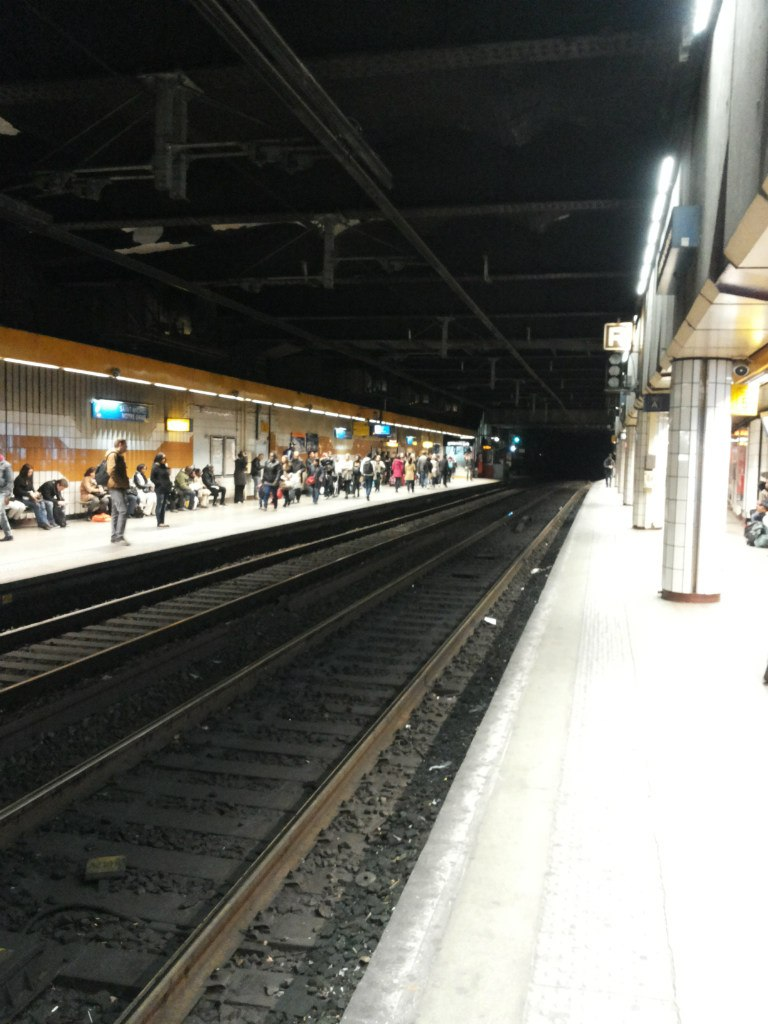
Vias do RER C, com vista para Gare d'Austerlitz.